# 醪桥镇
醪桥镇，是中华人民共和国江西省吉安市吉水县下辖的一个乡镇级行政单位。

## 行政区划
醪桥镇下辖以下地区：
醪桥村、元石村、汉坑村、固洲村、坎头村、坝溪村、黄家边村、都陂村、日岗村、山头村、槎滩村和东源村。

## 交通
- 京九铁路：醪桥站